# Faramea cobana
Faramea cobana är en måreväxtart som beskrevs av John Donnell Smith. Faramea cobana ingår i släktet Faramea och familjen måreväxter. Inga underarter finns listade i Catalogue of Life.